# Playlife
Playlife je italská módní značka, sídlící v Trevisu. Tato firma je součástí společnosti Benetton Group S.p.A, v současnosti ji vlastní rodina Benettonů. Specializuje se především na sportovní oblečení.
V letech 1998–2000 společnost sponzorovala tým F1 Benetton Formula, a poskytla jméno motorům Renault Mecachrome a Supertec. Tým soutěžil pod názvem Mild Seven Benetton Playlife. Nejúspěšnějším řidičem týmu se stal Giancarlo Fisichella, který v roce 1998 získal páté místo v F1. O rok později obsadil v téže soutěži 1999 a v roce 2000 skončil na 4. místě.

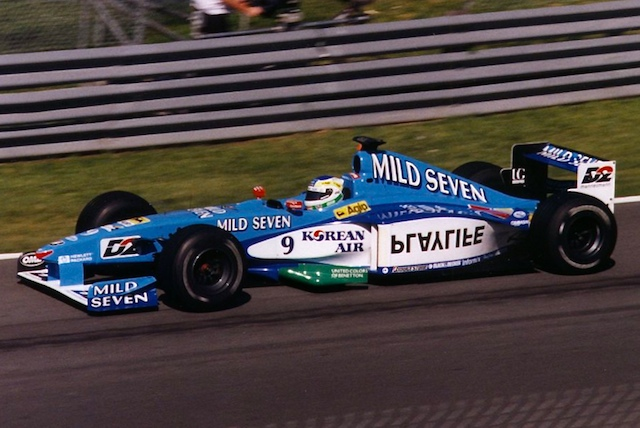
Giancarlo Fisichella, řídící formuli Benetton